# Georges Urbain

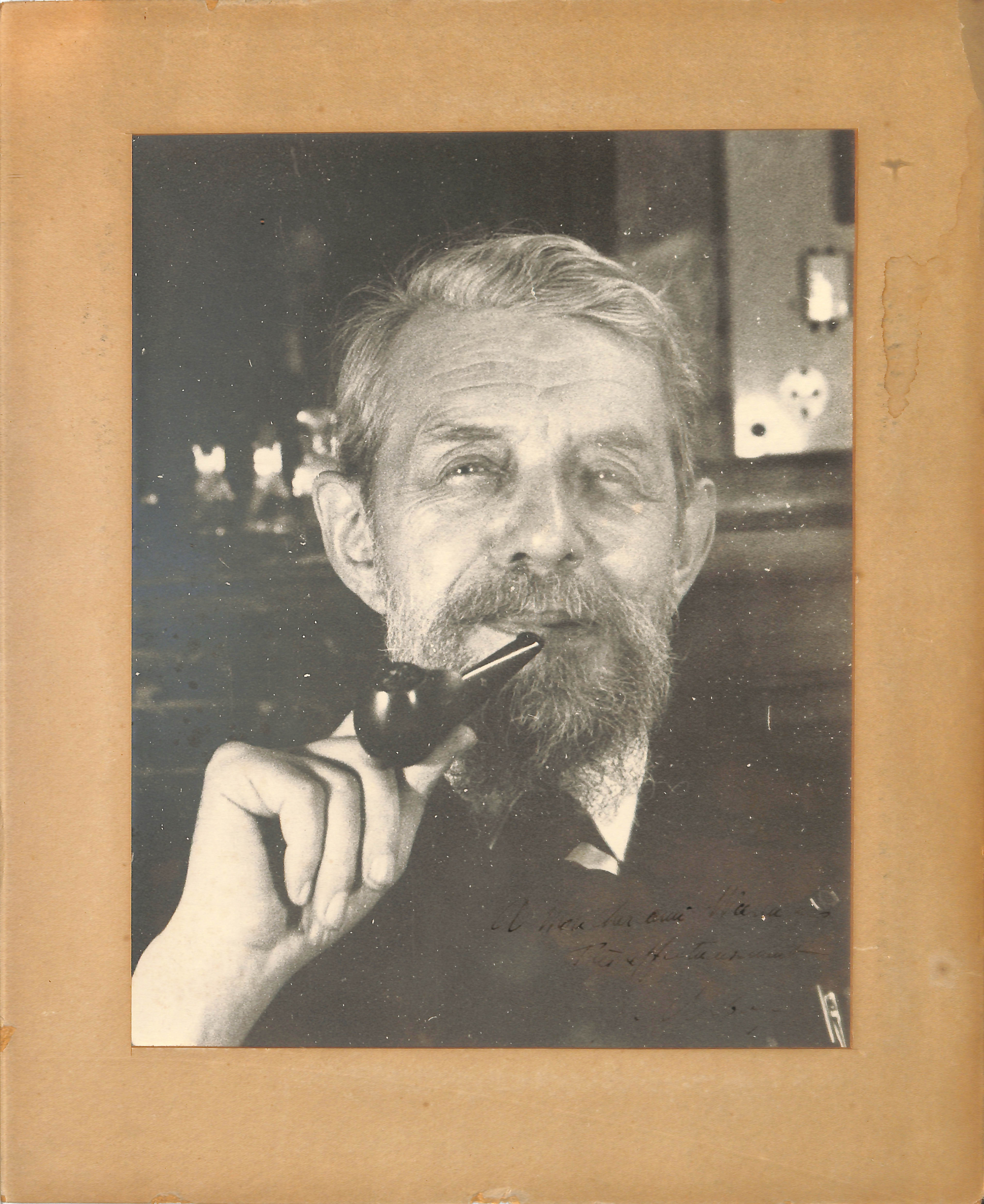
Georges Urbain

Georges Urbain (* 12. April 1872 in Paris; † 5. November 1938 ebenda)  war ein französischer Chemiker.

## Leben
Er studierte Chemie an der Sorbonne und wurde 1899 promoviert. Anschließend war er bis zu seinem Tode Hochschullehrer in Paris. Sein Hauptarbeitsgebiet war die Chemie der Lanthanoiden. Er erkannte, vor allem mit spektroskopischen Methoden, dass mehrere bisher als reine Elemente angesehene Lanthanoide in Wirklichkeit Gemische waren. Er isolierte und beschrieb erstmals Lutetium, stellte erstmals reines Gadolinium und gemeinsam mit Charles James reines Erbiumoxid her.
1919 gründete er die Société des terres rares (STR). Die Académie royale des Sciences, des Lettres et des Beaux-Arts de Belgique nahm ihn 1919 als assoziiertes Mitglied auf. 1921 wurde er in die Académie des sciences und 1925 als korrespondierendes Mitglied in die Russische Akademie der Wissenschaften aufgenommen. 1938 wurde er in die American Academy of Arts and Sciences gewählt.
Daneben war er auch künstlerisch als Musiker, Maler und Bildhauer tätig.
Er wurde auch 56 Mal für den Chemie-Nobelpreis nominiert, erhielt ihn aber nie.